# پریسکا کارین
پریسکا کارین (انگلیسی: Prisca Carin؛ زادهٔ) بازیکن فوتبال اهل فرانسه است.
وی همچنین در تیم ملی فوتبال Martinique بازی کرده‌است.